# 1772 Gagarin
Az 1772 Gagarin (ideiglenes jelöléssel 1968 CB) a Naprendszer kisbolygóövében található aszteroida. Ljudmila Csernih fedezte fel 1968. február 6-án. Az első űrhajósról, Jurij Gagarinról nevezték el.

## Külső hivatkozás
- Az 1772 Gagarin kisbolygó színképéről, a 41. LPSC konferencián